# Durăști
Durăști – wieś w Rumunii, w okręgu Alba, w gminie Bistra. W 2011 roku liczyła 42 mieszkańców.